# 锡尼亚
锡尼亚（義大利語：Signa），是意大利托斯卡纳大区佛罗伦萨广域市的一个市镇。总面积19平方公里，人口18213人，人口密度958.6人/平方公里（2009年）。ISTAT代码为048044。